# Дискографія Amatory
Дискографія російського гурту Amatory містить шість студійних альбомів, два концертних альбоми, чотирнадцять синглів, три відео збірника і одинадцять відеокліпів. У поданій статті не вказані матеріали, представлені сайд-проектами учасників гурту.

## Студійні альбоми
| Рік  | Назва                 | Інформація                                                                 |
| ---- | --------------------- | -------------------------------------------------------------------------- |
| 2003 | Вечно прячется судьба | - Виданий: 14 листопада 2003 - Лейбл: Капкан, Polygon - Формат: CD, CS, DI |
| 2004 | Неизбежность          | - Виданий: 6 листопада 2004 - Лейбл: Капкан, Polygon - Формат: CD, DI      |
| 2006 | Книга мёртвых         | - Виданий: 13 жовтня 2006 - Лейбл: Капкан, Polygon - Formats: CD, DI       |
| 2008 | VII                   | - Виданий: 18 грудня 2008 - Лейбл: Нікітін, Polygon - Формат: CD, DI       |
| 2010 | Инстинкт обречённых   | - Виданий: 26 жовтня 2010 - Лейбл: Нікітін, Polygon - Формат: CD, DI       |
| 2015 | 6                     | - Виданий: 6 жовтня 2015 - Лейбл: Subbox Music, Polygon - Формат: DI       |

## Концертні альбоми
| Рік  | Назва                                                 | Інформація                                                   |
| ---- | ----------------------------------------------------- | ------------------------------------------------------------ |
| 2008 | Live Evil                                             | - Виданий: 20 березня 2008 - Лейбл: Нікітін - Формат: CD+DVD |
| 2012 | The X-Files: Live In Saint-P. & On The Road 2011—2012 | - Виданий: 8 вересня 2012 - Лейбл: Капкан - Формат: CD+2DVD  |

## Збірники
| Рік  | Назва          | Інформація                                              |
| ---- | -------------- | ------------------------------------------------------- |
| 2011 | MP3 Collection | - Виданий: 31 травня 2011 - Лейбл: Нікітін - Формат: CD |
| 2012 | Нова колекція  | - Виданий: 2012 - Лейбл: Монолит, Нікітін - Формат: CD  |

## Міні-альбоми
| Рік  | Назва                        | Інформація                                                    |
| ---- | ---------------------------- | ------------------------------------------------------------- |
| 2002 | Хлеб (спліт із Spermadonarz) | - Виданий: 26 листопада 2002 - Лейбл: Caravan - Формат: CS    |
| 2006 | Discovery                    | - Виданий: 9 лютого 2006 - Лейбл: Self-released - Формат: CD  |
| 2009 | We Play You Sing Pt. 1       | - Виданий: 31 грудня 2009 - Лейбл: Self-released - Формат: DI |
| 2010 | We Play You Sing Pt. 2       | - Виданий: 31 грудня 2010 - Лейбл: Self-released - Формат: DI |
| 2011 | We Play You Sing Pt. 3       | - Виданий: 31 грудня 2011 - Лейбл: Self-released - Формат: DI |
| 2016 | Огонь                        | - Виданий: 12 жовтня 2016 - Лейбл: self-released - Формат: DI |

## Сингли
| Назва                                                          | Рік  | Інформація                                                      | Альбом                |
| -------------------------------------------------------------- | ---- | --------------------------------------------------------------- | --------------------- |
| «Осколки»                                                      | 2003 | - Виданий: квітень 2003 - Лейбл: Self-released - Формат: CD     | Вечно прячется судьба |
| «Две жизни»                                                    | 2004 | - Виданий: 14 березня 2004 - Лейбл: Капкан - Формат: CD         | Вечно прячется судьба |
| «Чёрно-белые дни»                                              | 2005 | - Виданий: 6 лютого 2005 - Лейбл: Капкан - Формат: CD           | Неизбежность          |
| «Преступление против времени»                                  | 2006 | - Виданий: 24 вересня 2006 - Лейбл: Капкан - Формат: CD         | Книга мёртвых         |
| «Слишком поздно»                                               | 2007 | - Виданий: 17 березня 2007 - Лейбл: Капкан - Формат: CD         | Книга мёртвых         |
| «Вы все лишены своей жизни»                                    | 2008 | - Виданий: 7 жовтня 2008 - Лейбл: Self-released - Формат: DI    | VII                   |
| «Дыши з мною»                                                  | 2008 | - Виданий: 21 листопада 2008 - Лейбл: Никитин - Формат: CD      | VII                   |
| «Багровый рассвет»                                             | 2009 | - Виданий: 27 жовтня 2009 - Лейбл: self-released - Формат: DI   | Інстинкт приречених   |
| «Сквозь закрытые веки»                                         | 2010 | - Виданий: 6 жовтня 2010 - Лейбл: self-released - Формат: DI    | Інстинкт приречених   |
| «Осколки 2.011» (спільно з Ігорем [IGOR] Капрановим)           | 2011 | - Виданий: 29 вересня 2011 - Лейбл: self-released - Формат: DI  | Позаальбомний сингл   |
| «Три полоски» (спільно з Олександром «Міхаличем» Красовицьким) | 2012 | - Виданий: 9 серпня 2012 - Лейбл: self-released - Формат: DI    | Позаальбомний сингл   |
| «Верь мне»                                                     | 2012 | - Виданий: 12 вересня 2012 - Лейбл: Self-released - Формат: DI  | Позаальбомний сингл   |
| «Момент истины»                                                | 2012 | - Виданий: 6 листопада 2012 - Лейбл: Self-released - Формат: DI | Позаальбомний сингл   |
| «Остановить время»                                             | 2015 | - Виданий: 15 червня 2015 - Лейбл: Polygon - Формат: DI         | 6                     |
| «Original Go — Getter»(спільно з Bumble Beezy)                 | 2018 | - Виданий: 15 березня 2018 - Лейбл: Self-released - Формат: DI  | Позаальбомний сингл   |

## Відеоальбоми
| Рік  | Назва                    | Інформація                                                     |
| ---- | ------------------------ | -------------------------------------------------------------- |
| 2005 | [P]ost [S]criptum        | - Виданий: 20 травня 2005 - Лейбл: Капкан - Формат: DVD        |
| 2007 | EVol.01                  | - Виданий: 2 вересня 2007 - Лейбл: Self-released - Формат: DVD |
| 2009 | Live Evil                | - Виданий: 19 березня 2009 - Лейбл: Никитин - Формат: DVD      |
| 2012 | The X-Files. On The Road | - Виданий: 8 вересня 2012 - Лейбл: Капкан - Формат: DVD        |

## Відеокліпи
| Рік  | Назва                                                          | Режисер(и)            | Альбом       |
| ---- | -------------------------------------------------------------- | --------------------- | ------------ |
| 2004 | «Осколки» на YouTube                                           | Вечно прячется судьба |              |
| 2005 | «Чёрно-белые дни» на YouTube                                   | Deviant Creations     | Неизбежность |
| 2006 | «Преступление против времени» на YouTube                       | Книга мёртвых         |              |
| 2006 | «Преступление против времени» (Alternative Version) на YouTube | Книга мёртвых         |              |
| 2007 | «Эффект бабочки» на YouTube                                    | Книга мёртвых         | Євген Пріст  |
| 2008 | «Дыши со мной» на YouTube                                      | VII                   |              |
| 2009 | «Багровый рассвет» на YouTube                                  | Инстинкт обречённых   |              |
| 2011 | «Стеклянные люди» на YouTube                                   | Инстинкт обречённых   | Аліна Пязок  |
| 2011 | «Сквозь закрытые веки» на YouTube                              | Инстинкт обречённых   |              |
| 2011 | «Осколки 2.011» на YouTube                                     | Марія Митрофанова     | сингл        |
| 2012 | «Три полоски» на YouTube                                       | Дмитро Тимофєєв       | сингл        |
| 2015 | «Остановить время» на YouTube                                  | Павло Сидоров         | 6            |
| 2016 | «Первый» на YouTube                                            | Павло Сидоров         | 6            |